# Saint-Pierre-sur-Dives
Saint-Pierre-sur-Dives je naselje in občina v severozahodnem francoskem departmaju Calvados regije Spodnje Normandije. Leta 2011 je naselje imelo 3.651 prebivalcev.

## Geografija
Kraj se nahaja v pokrajini Auge (Normandija) ob reki Dives, 29 km jugozahodno od Lisieuxa.

## Uprava
Saint-Pierre-sur-Dives je sedež istoimenskega kantona, v katerega so poleg njegove vključene še občine Boissey, Bretteville-sur-Dives, Hiéville, Mittois, Montviette, Ouville-la-Bien-Tournée, Saint-Georges-en-Auge, Sainte-Marguerite-de-Viette, Thiéville, L'Oudon, Vaudeloges in Vieux-Pont-en-Auge s 7.853 prebivalci.
Kanton Saint-Pierre-sur-Dives je sestavni del okrožja Lisieux.

## Zgodovina
Leta 1845 je bil k občini priključen zaselek Carel, dotedaj samostojna občina.

## Zanimivosti
- benediktinska opatija, ustanovljena v 11. stoletju; francoski zgodovinski spomenik,

## Pobratena mesta
- Ivybridge (Anglija, Združeno kraljestvo),
- Jodoigne (Valonija, Belgija),
- Kleinwallstadt (Bavarska, Nemčija).